# سانسی تکنولوژیس
سانسی تکنولوژیس (انگلیسی: Sansei Technologies) شرکت تولید صنعتی ژاپنی است، که در سال ۱۹۵۱ تأسیس شد.